# 813 (Arsène Lupin)
Pour les articles homonymes, voir 813 (homonymie).
813 est un roman policier de Maurice Leblanc, mettant en scène les aventures d'Arsène Lupin, gentleman-cambrioleur, paru en juin 1910.

## Intrigue
Un richissime diamantaire sud-africain, M. Rudolf Kesselbach, est volé et assassiné. Le crime a été apparemment commis par Arsène Lupin puisque l'on retrouve sa carte ensanglantée épinglée sur le défunt.
Malgré la présence des forces de l'ordre et du chef de la Sûreté M. Lenormand, deux nouveaux assassinats sont commis : le domestique Gustave et Chapman le secrétaire de M. Kesselbach. Les seuls indices que découvre la police : un étui de cigarettes marqué des initiales « L. M. » et une petite étiquette portant le nombre « 813 ».

## Historique
Contrairement aux volumes précédents des histoires d'Arsène Lupin qui étaient parus en feuilleton dans Je sais tout, il est publié dans le quotidien Le Journal, un des plus importants de l'époque, du 5 mars au 24 mai 1910.
Les éditions Lafitte ont sorti dès le mois de juin 1910, dans un épais volume de 500 pages, un texte largement tronqué ; y manquent notamment l'arrestation de Lupin par Lenormand, l'idylle entre Geneviève et Marcel Landat, la Steeple Course et les pickpockets, le meurtre de Gertrude, etc. (Était-ce sur une demande de l'éditeur que le texte fut réduit à 500 pages ?) C'est ce texte tronqué qui servira de base aux versions suivantes. Notons que ces coupes introduisent quelques minimes incohérences ; par exemple, au début du roman, Lupin qui ignore que son second, Gourel, doit arriver, ou encore, comme le dit Lupin lui-même dans le texte original : « Cet individu, faisant montre d'une indélicatesse que je signale aux honnêtes gens, a usurpé mon nom, s'est servi de mes procédés et m'a compromis par ses maladresses et par la coupable légèreté avec laquelle il a livré au poignard de l'assassin celui qu'il avait eu l'honneur de dépouiller ».
Ce roman sera réédité en 1917 en deux volumes intitulés 813 et Les Trois Crimes d'Arsène Lupin. Le texte est modifié pour accentuer l'aspect anti-allemand, Première Guerre mondiale en cours oblige. On trouvera ensuite le premier volume sous le titre La Double Vie d'Arsène Lupin.

## Particularité du roman
Le ton de ce roman est assez différent des trois premiers : on a affaire à un Arsène Lupin complexe, inquiétant, dont l'objectif n'est ni plus ni moins que de dominer l'Europe. 813 contient aussi un nombre assez grand de morts violentes, et un ennemi redoutable, invisible et particulièrement inquiétant, L.M.

## Adaptation
Le roman a été adapté une première fois aux États-Unis en 1920 dans un film homonyme réalisé par Scott Sidney, puis de nouveau trois ans plus tard au Japon par Kenji Mizoguchi sous le titre 813 - Rupimono.
813 a été très fidèlement adapté pour la télévision en 1980 sous le titre Arsène Lupin joue et perd. Faute de succès d'audience, ce travail d'adaptation n'a pas eu les suites que ses initiateurs avaient envisagées.
C'est en référence à ce roman que l'association des amis de la littérature policière s'est appelée 813 d'autant qu'elle est statutairement limitée à 813 membres.